# Bevo Nordmann
Robert William Nordmann, detto Bevo (St. Louis, 11 dicembre 1939 – DeWitt, 24 agosto 2015), è stato un cestista e allenatore di pallacanestro statunitense, professionista nella NBA.

## Carriera
Venne selezionato dai Cincinnati Royals al terzo giro del Draft NBA 1961 (25ª scelta assoluta).

## Palmarès
- Campionato NBA: 1

Boston Celtics: 1965